# Erik Otto Larsen
Erik Otto Larsen född 26 november 1931 i Hvidovre, Danmark, död 30 januari 2008, var en dansk målare, grafiker och författare.
Larsens litterära debut skedde 1988 med kriminalromanen Pondus siste sag.